# 벤틀리 벤테이가
벤틀리 벤테이가는 영국의 제조사인 벤틀리에서 생산하고 판매 중인 준대형 SUV이다.

## 사진

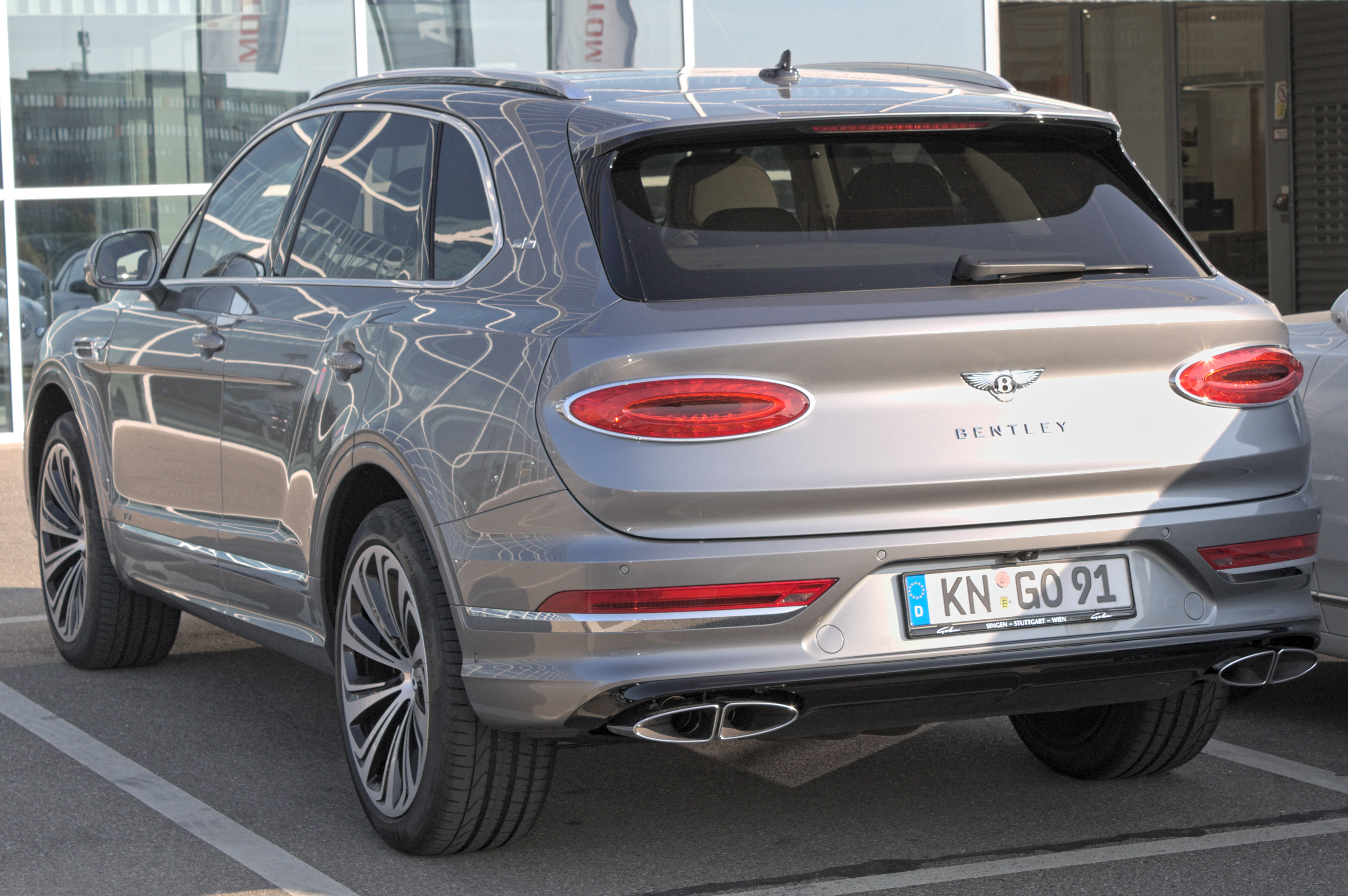
뒷부분(페이스리프트 모델)
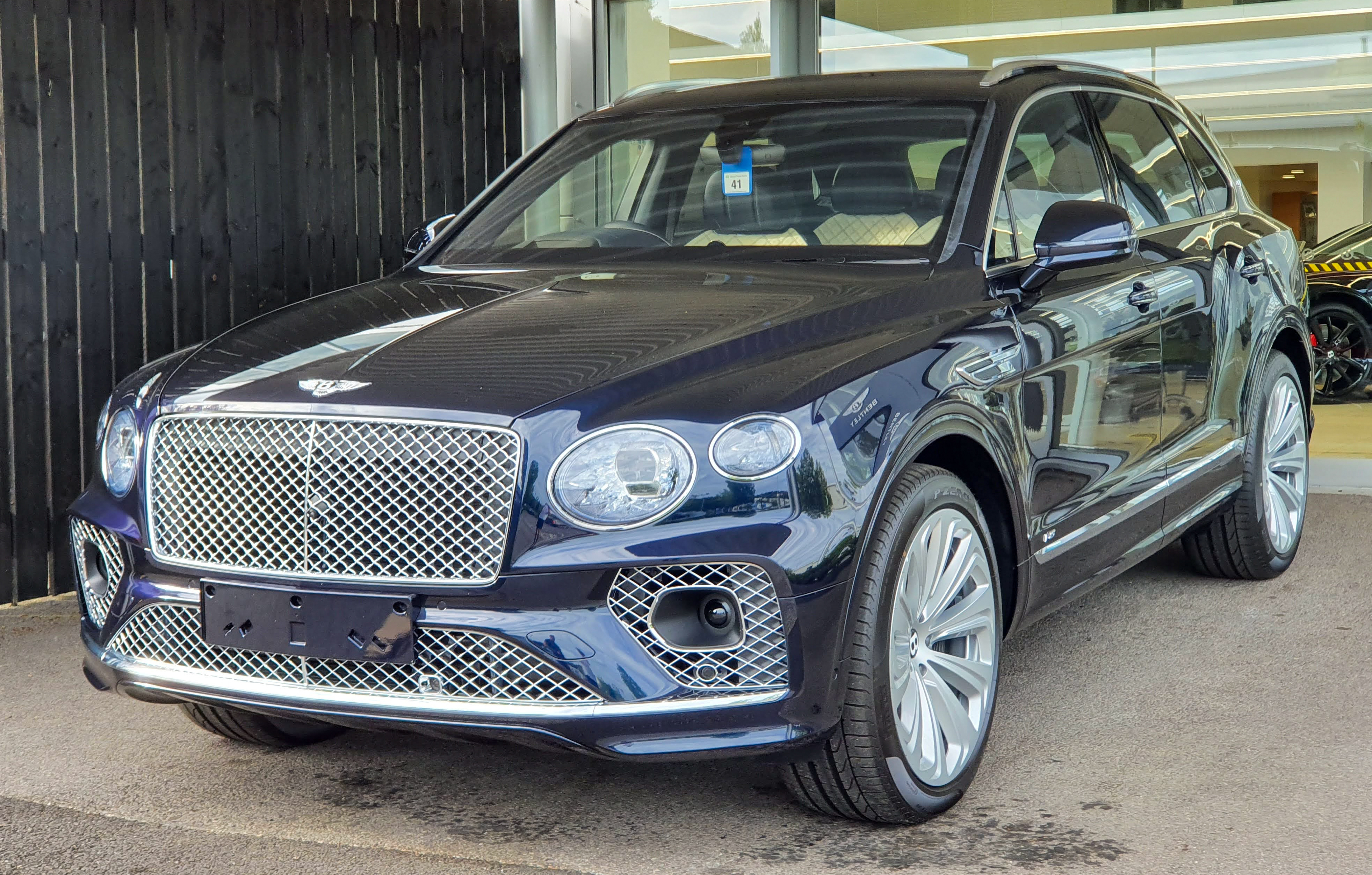
앞부분